# Puchar Narodów Europy 2014–2016
Puchar Narodów Europy – organizowane przez Rugby Europe rozgrywki o tytuł mistrza Europy w rugby union.
Kolejna, przypadająca na lata 2014–2016 edycja rozgrywana jest na podobnych zasadach, co w sezonie 2012–2014. Odmiennie niż w ostatnich edycjach, nie przewidziano spotkań barażowych w dywizji 2, pomiędzy zespołami z miejsc 4. w grupie wyższej i 2. w grupie niższej.
Do udziału w rozgrywkach przystąpiło 37 reprezentacji narodowych, wśród których tradycyjnie zabrakło zespołów Pucharu Sześciu Narodów (Anglia, Francja, Irlandia, Szkocja, Walia i Włochy). W porównaniu z poprzednią edycją zabrakło drużyny Azerbejdżanu, która zdecydowała się nie przystępować do zawodów. Do turnieju zgłoszono natomiast trzy reprezentacje, które nie brały udziału w minionych edycjach: Białoruś, Czarnogórę oraz Estonię.
Drużyny podzielono na trzy dywizje (1, 2 i 3) oraz „poddywizje” (1A, 1B; 2A, 2B, 2C, 2D) zgodnie z miejscami zajętymi w poprzednim sezonie.

## Punktacja
Za zwycięstwo przyznaje się 4 punkty, za remis po 2, natomiast za porażkę 0 punktów. Przyznaje się także tak zwane punkty bonusowe: po jednym za porażkę różnicą siedmiu lub mniej punktów oraz za zdobycie co najmniej czterech przyłożeń w jednym meczu.
W razie równej liczby punktów na zakończeniu rozgrywek, o klasyfikacji decydują kolejno:
- liczba punktów meczowych zdobytych w bezpośrednich pojedynkach,
- stosunek „małych” punktów zdobytych do straconych w bezpośrednich pojedynkach,
- liczba przyłożeń zdobytych w bezpośrednich pojedynkach,
- liczba „małych” punktów zdobytych w bezpośrednich pojedynkach,
- stosunek „małych” punktów zdobytych do straconych we wszystkich meczach grupowych,
- liczba przyłożeń zdobytych we wszystkich meczach grupowych,
- liczba „małych” punktów zdobytych we wszystkich meczach grupowych.

## Dywizja 1

### Dywizja 1A
Źródło
|    | Drużyna    | Mecze | Wygrane | Remisy | Przegrane | Bilans punktów | Różnica | Punkty dodatkowe | Punkty | Uwagi                        |
| -- | ---------- | ----- | ------- | ------ | --------- | -------------- | ------- | ---------------- | ------ | ---------------------------- |
| 1. | Gruzja     | 10    | 10      | 0      | 0         | 346:75         | +271    | 5                | 45     | Zdobywca PNE 2015 i PNE 2016 |
| 2. | Rumunia    | 10    | 7       | 0      | 3         | 262:138        | +124    | 6                | 34     |                              |
| 3. | Rosja      | 10    | 6       | 0      | 4         | 231:234        | −3      | 3                | 27     |                              |
| 4. | Hiszpania  | 10    | 4       | 1      | 5         | 232:204        | +28     | 5                | 23     |                              |
| 5. | Niemcy     | 10    | 1       | 1      | 8         | 162:396        | −234    | 2                | 8      |                              |
| 6. | Portugalia | 10    | 1       | 0      | 9         | 124:310        | −186    | 2                | 6      |                              |

|            | Gruzja | Hiszpania | Niemcy | Portugalia | Rosja | Rumunia |
| ---------- | ------ | --------- | ------ | ---------- | ----- | ------- |
| Gruzja     |        | 38:7      | 59:7   | 20:15      | 33:0  | 38:9    |
| Hiszpania  | 13:26  |           | 48:16  | 39:7       | 43:20 | 18:21   |
| Niemcy     | 8:64   | 17:17     |        | 50:27      | 22:46 | 12:17   |
| Portugalia | 3:29   | 8:19      | 11:3   |            | 21:53 | 10:37   |
| Rosja      | 7:24   | 22:20     | 46:20  | 21:8       |       | 16:13   |
| Rumunia    | 6:15   | 29:8      | 61:7   | 39:14      | 30:0  |         |

### Dywizja 1B
Źródło
|    | Drużyna  | Mecze | Wygrane | Remisy | Przegrane | Bilans punktów | Różnica | Punkty dodatkowe | Punkty |
| -- | -------- | ----- | ------- | ------ | --------- | -------------- | ------- | ---------------- | ------ |
| 1. | Belgia   | 10    | 9       | 0      | 1         | 316:143        | +173    | 5                | 41     |
| 2. | Ukraina  | 10    | 8       | 0      | 2         | 244:165        | +79     | 4                | 36     |
| 3. | Mołdawia | 10    | 5       | 0      | 5         | 245:167        | +78     | 7                | 27     |
| 4. | Holandia | 10    | 4       | 0      | 6         | 194:197        | −35     | 6                | 22     |
| 5. | Polska   | 10    | 4       | 0      | 6         | 191:262        | −71     | 2                | 18     |
| 6. | Szwecja  | 10    | 0       | 0      | 10        | 120:376        | −256    | 1                | 1      |

|          | Belgia | Holandia | Mołdawia | Polska | Szwecja | Ukraina |
| -------- | ------ | -------- | -------- | ------ | ------- | ------- |
| Belgia   | –      | 32:8     | 17:14    | 53:23  | 71:10   | 25:10   |
| Holandia | 21:23  | –        | 18:10    | 40:16  | 24:14   | 27:30   |
| Mołdawia | 9:10   | 22:13    | –        | 48:25  | 57:8    | 29:15   |
| Polska   | 11:21  | 9:8      | 18:14    | –      | 29:17   | 17:20   |
| Szwecja  | 20:48  | 23:25    | 7:25     | 11:29  | –       | 0:45    |
| Ukraina  | 17:16  | 18:10    | 36:17    | 30:14  | 23:10   | –       |

## Dywizja 2

### Dywizja 2A
Źródło
|    | Drużyna    | Mecze | Wygrane | Remisy | Przegrane | Bilans punktów | Różnica | Punkty dodatkowe | Punkty |
| -- | ---------- | ----- | ------- | ------ | --------- | -------------- | ------- | ---------------- | ------ |
| 1. | Szwajcaria | 8     | 7       | 0      | 1         | 223:120        | +103    | 5                | 33     |
| 2. | Czechy     | 8     | 6       | 1      | 1         | 192:119        | +73     | 6                | 32     |
| 3. | Chorwacja  | 8     | 3       | 0      | 5         | 166:217        | −51     | 5                | 17     |
| 4. | Malta      | 8     | 2       | 0      | 5         | 153:181        | −28     | 4                | 16     |
| 5. | Izrael     | 8     | 0       | 1      | 7         | 129:226        | −97     | 2                | 4      |

|            | Chorwacja | Czechy | Izrael | Malta | Szwajcaria |
| ---------- | --------- | ------ | ------ | ----- | ---------- |
| Chorwacja  |           | 9:12   | 31:20  | 34:27 | 15:40      |
| Czechy     | 26:5      |        | 26:26  | 27:13 | 14:30      |
| Izrael     | 21:26     | 19:40  |        | 13:16 | 18:29      |
| Malta      | 31:26     | 13:20  | 30:9   |       | 20:23      |
| Szwajcaria | 40:20     | 14:27  | 28:3   | 29:3  |            |

### Dywizja 2B
Źródło
|    | Drużyna | Mecze | Wygrane | Remisy | Przegrane | Bilans punktów | Różnica | Punkty dodatkowe | Punkty |
| -- | ------- | ----- | ------- | ------ | --------- | -------------- | ------- | ---------------- | ------ |
| 1. | Litwa   | 8     | 7       | 0      | 1         | 284:159        | +125    | 7                | 35     |
| 2. | Łotwa   | 8     | 6       | 0      | 2         | 212:124        | +88     | 5                | 29     |
| 3. | Andora  | 8     | 4       | 0      | 4         | 139:193        | −54     | 1                | 17     |
| 4. | Cypr    | 8     | 3       | 0      | 5         | 133:193        | −60     | 1                | 13     |
| 5. | Węgry   | 8     | 0       | 0      | 8         | 114:213        | −99     | 4                | 4      |

|        | Andora | Cypr  | Litwa | Łotwa | Węgry |
| ------ | ------ | ----- | ----- | ----- | ----- |
| Andora |        | 22:13 | 15:34 | 10:34 | 23:18 |
| Cypr   | 30:10  |       | 20:26 | 3:31  | 15:3  |
| Litwa  | 49:17  | 47:15 |       | 46:11 | 38:29 |
| Łotwa  | 5:14   | 39:20 |       |       | 39:10 |
| Węgry  | 10:28  | 15:17 | 15:37 | 14:16 |       |

### Dywizja 2C
Źródło
|    | Drużyna    | Mecze | Wygrane | Remisy | Przegrane | Bilans punktów | Różnica | Punkty dodatkowe | Punkty |
| -- | ---------- | ----- | ------- | ------ | --------- | -------------- | ------- | ---------------- | ------ |
| 1. | Luksemburg | 8     | 8       | 0      | 0         | 193:83         | +110    | 3                | 35     |
| 2. | Słowenia   | 8     | 6       | 0      | 2         | 194:128        | +66     | 4                | 28     |
| 3. | Serbia     | 8     | 4       | 0      | 4         | 140:204        | −64     | 2                | 18     |
| 4. | Austria    | 8     | 2       | 0      | 6         | 133:207        | −74     | 3                | 11     |
| 5. | Dania      | 8     | 0       | 0      | 8         | 139:177        | −38     | 8                | 8      |

|            | Austria | Dania | Luksemburg | Serbia | Słowenia |
| ---------- | ------- | ----- | ---------- | ------ | -------- |
| Austria    |         | 29:27 | 6:34       | 12:26  | 16:17    |
| Dania      | 25:31   |       | 14:19      | 22:25  | 10:16    |
| Luksemburg | 18:13   | 13:5  |            | 30:24  | 29:10    |
| Serbia     | 22:3    | 23:20 | 0:36       |        | 17:33    |
| Słowenia   | 38:23   | 21:16 | 11:14      | 48:3   |          |

### Dywizja 2D
Źródło
|    | Drużyna              | Mecze | Wygrane | Remisy | Przegrane | Bilans punktów | Różnica | Punkty dodatkowe | Punkty |
| -- | -------------------- | ----- | ------- | ------ | --------- | -------------- | ------- | ---------------- | ------ |
| 1. | Bośnia i Hercegowina | 8     | 8       | 0      | 0         | 230:113        | +117    | 4                | 36     |
| 2. | Norwegia             | 8     | 4       | 0      | 4         | 151:153        | −2      | 3                | 19     |
| 3. | Turcja               | 8     | 3       | 0      | 5         | 195:177        | +18     | 5                | 17     |
| 4. | Finlandia            | 8     | 3       | 0      | 5         | 128:175        | −47     | 3                | 15     |
| 5. | Bułgaria             | 8     | 2       | 0      | 6         | 141:227        | −86     | 4                | 12     |

|                      | Bośnia i Hercegowina | Bułgaria | Finlandia | Norwegia | Turcja |
| -------------------- | -------------------- | -------- | --------- | -------- | ------ |
| Bośnia i Hercegowina |                      | 59:12    | 29:7      | 16:10    | 24:21  |
| Bułgaria             | 15:23                |          | 34:15     | 15:16    | 26:19  |
| Finlandia            | 6:12                 | 24:13    |           | 32:10    | 20:12  |
| Norwegia             | 17:33                | 43:0     | 20:12     |          | 28:24  |
| Turcja               | 25:34                | 28:26    | 45:12     | 21:7     |        |

## Dywizja 3
Wobec faktu, że akces do rozgrywek zgłosiły trzy drużyny, które jeszcze nigdy nie brały w nich udziału, ustalono, że zespoły Estonii i Białorusi zmierzą się w spotkaniu eliminacyjnym, którego stawką będzie miejsce w dalszym turnieju. Estończycy, którzy po raz pierwszy grali w meczu o punkty, dość wysoko pokonali zespół białoruski, dla którego z kolei był to pierwszy oficjalny mecz międzypaństwowy.
W pierwszym finałowym turnieju zorganizowanym w kwietniu 2015 roku w Czarnogórze udział wziąć miały reprezentacje gospodarzy, Estonii, Grecji i Słowacji, jednak na skutek wycofania się ekipy greckiej, stawkę uzupełniono miejscowymi zawodnikami występującymi pod szyldem „President’s XV” (prezydencka piętnastka). W rozgrywanym systemem pucharowym turnieju zwyciężyła reprezentacja Słowacji.
Drugi turniej wstępnie zaplanowano na wiosnę 2016 roku, zaś chęć jego organizacji zadeklarowały federacje estońska i słowacka. Ostatecznie turniej odbył się w maju 2016 roku w Tallinnie – po końcowy triumf sięgnęli gospodarze, a kolejne miejsca zajęły drużyny Słowacji, Czarnogóry i Białorusi.
| 4 października 201414:00 EEST (UTC+3) | Estonia | 59:12(31:5) | Białoruś | Stadion Centralny Kalevi, Tallinn Widzów: 100 Sędzia: Aleksiej Bryzgalin |
| 4 października 201414:00 EEST (UTC+3) |         | 59:12(31:5) |          | Stadion Centralny Kalevi, Tallinn Widzów: 100 Sędzia: Aleksiej Bryzgalin |

|  | Półfinały                         | Półfinały                         |   |                                   | Finał                             | Finał |  |
|  |                                   |                                   |   |                                   |                                   |       |  |
|  | 11.04.2015, Stadion Topolica, Bar |                                   |   |                                   |                                   |       |  |
|  | President’s XV                    | 0                                 |   |                                   |                                   |       |  |
|  | Słowacja                          | 82                                |   |                                   |                                   |       |  |
|  |                                   |                                   |   |                                   |                                   |       |  |
|  |                                   |                                   |   |                                   | 14.04.2015, Stadion Lugovi, Budva |       |  |
|  |                                   |                                   |   |                                   | Słowacja                          | 31    |  |
|  |                                   | Czarnogóra                        | 3 |                                   |                                   |       |  |
|  |                                   |                                   |   |                                   |                                   |       |  |
|  |                                   |                                   |   |                                   |                                   |       |  |
|  |                                   |                                   |   |                                   | o 3 miejsce                       |       |  |
|  | 11.04.2015, Stadion Topolica, Bar | 11.04.2015, Stadion Topolica, Bar |   | 14.04.2015, Stadion Lugovi, Budva | 14.04.2015, Stadion Lugovi, Budva |       |  |
|  | Czarnogóra                        | 29                                |   | President’s XV                    | 0                                 |       |  |
|  | Estonia                           | 27                                |   |                                   | Estonia                           | 106   |  |

|  | Półfinały                           | Półfinały                           |    |                                     | Finał                               | Finał |  |
|  |                                     |                                     |    |                                     |                                     |       |  |
|  | 18.05.2016, Stadion Kalevi, Tallinn |                                     |    |                                     |                                     |       |  |
|  | Słowacja                            | 29                                  |    |                                     |                                     |       |  |
|  | Białoruś                            | 17                                  |    |                                     |                                     |       |  |
|  |                                     |                                     |    |                                     |                                     |       |  |
|  |                                     |                                     |    |                                     | 21.05.2016, Stadion Kalevi, Tallinn |       |  |
|  |                                     |                                     |    |                                     | Słowacja                            | 29    |  |
|  |                                     | Estonia                             | 36 |                                     |                                     |       |  |
|  |                                     |                                     |    |                                     |                                     |       |  |
|  |                                     |                                     |    |                                     |                                     |       |  |
|  |                                     |                                     |    |                                     | o 3 miejsce                         |       |  |
|  | 18.05.2016, Stadion Kalevi, Tallinn | 18.05.2016, Stadion Kalevi, Tallinn |    | 21.05.2016, Stadion Kalevi, Tallinn | 21.05.2016, Stadion Kalevi, Tallinn |       |  |
|  | Estonia                             | 16                                  |    | Białoruś                            | 19                                  |       |  |
|  | Czarnogóra                          | 13                                  |    |                                     | Czarnogóra                          | 45    |  |